# Högsar
Högsar est une île de l'archipel de Turku à Pargas en Finlande.

## Géographie
L'île d'Högsar est située à environ 6 km au sud-ouest de l'église de Nauvo.
Högsar a une superficie de 12,1 kilomètres carrés et s'étend sur 5,2 kilomètres dans la direction nord-sud et sur 5,7 kilomètres dans la direction  sens est-ouest,.
L'île s'élève à environ 34 mètres d'altitude
La Smörasken est une colline avec un gros rocher au sommet.

## Transport
Le ferry Högsar, construit en 1972, peut porter une dizaine de voitures et relie l'île de Högsar via Grännäs et l'île d'Ängholm.
Le laissez-passer de ferry mesure 319 mètres de long et fonctionne au besoin, sauf pendant les pauses réglementaires.
Le 20 septembre 2018, le ferry Högsar est devenu le premier ferry à câble électrique de Finlande.
Le ferry tire son énergie d'un câble électrique directement du réseau national.

## Galerie

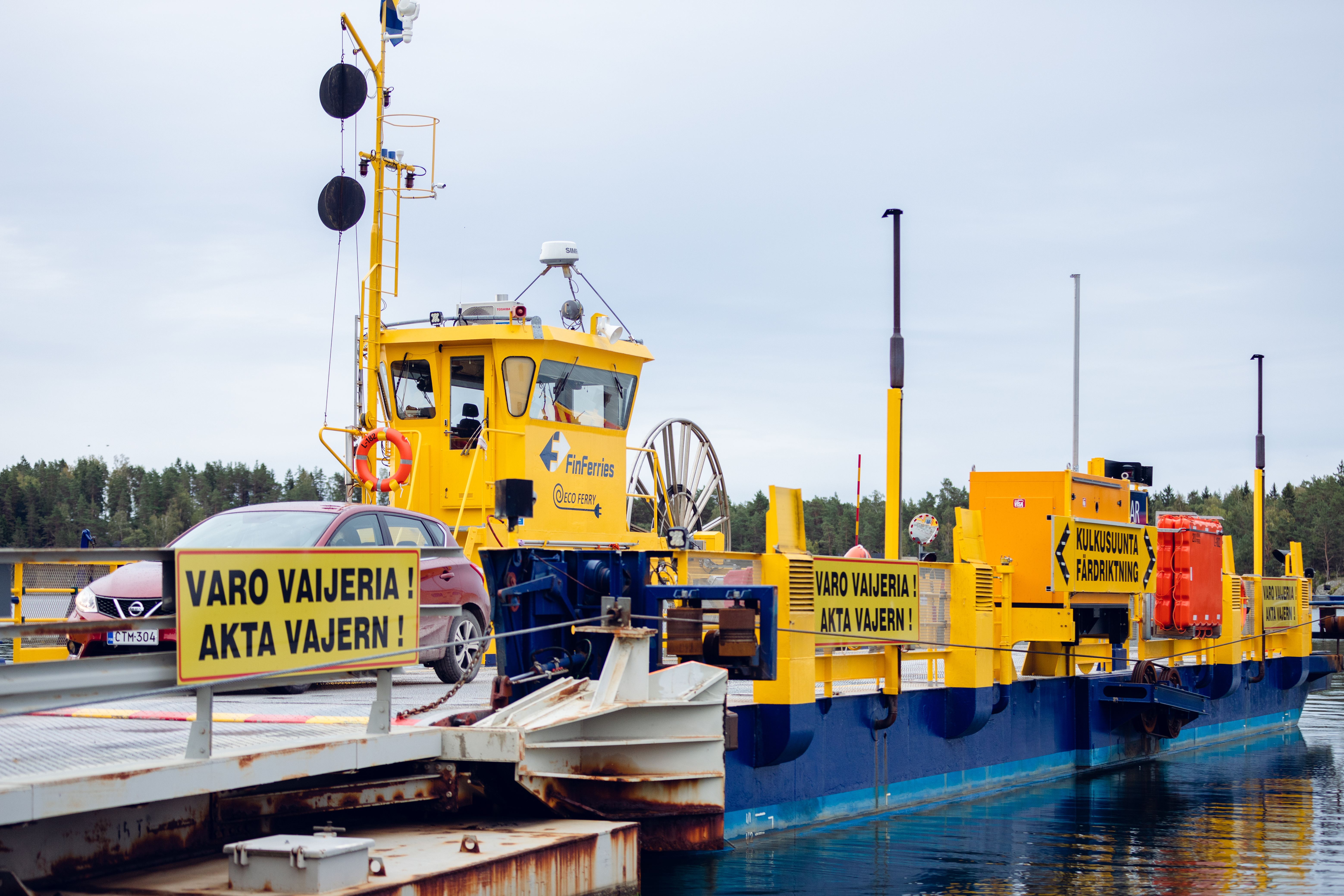
Traversier électrique à Högsar.
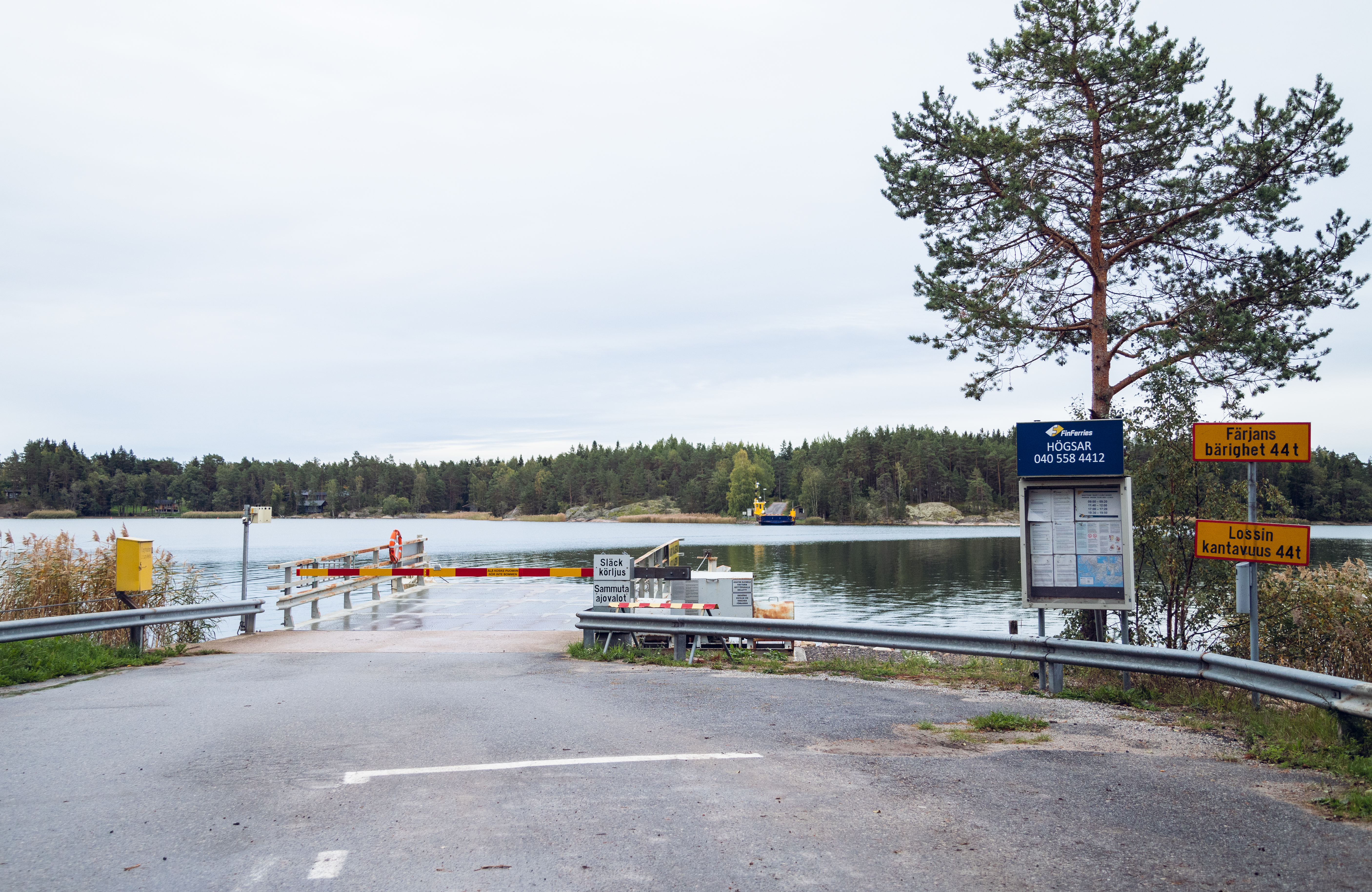
Mouillage d'Högsar.
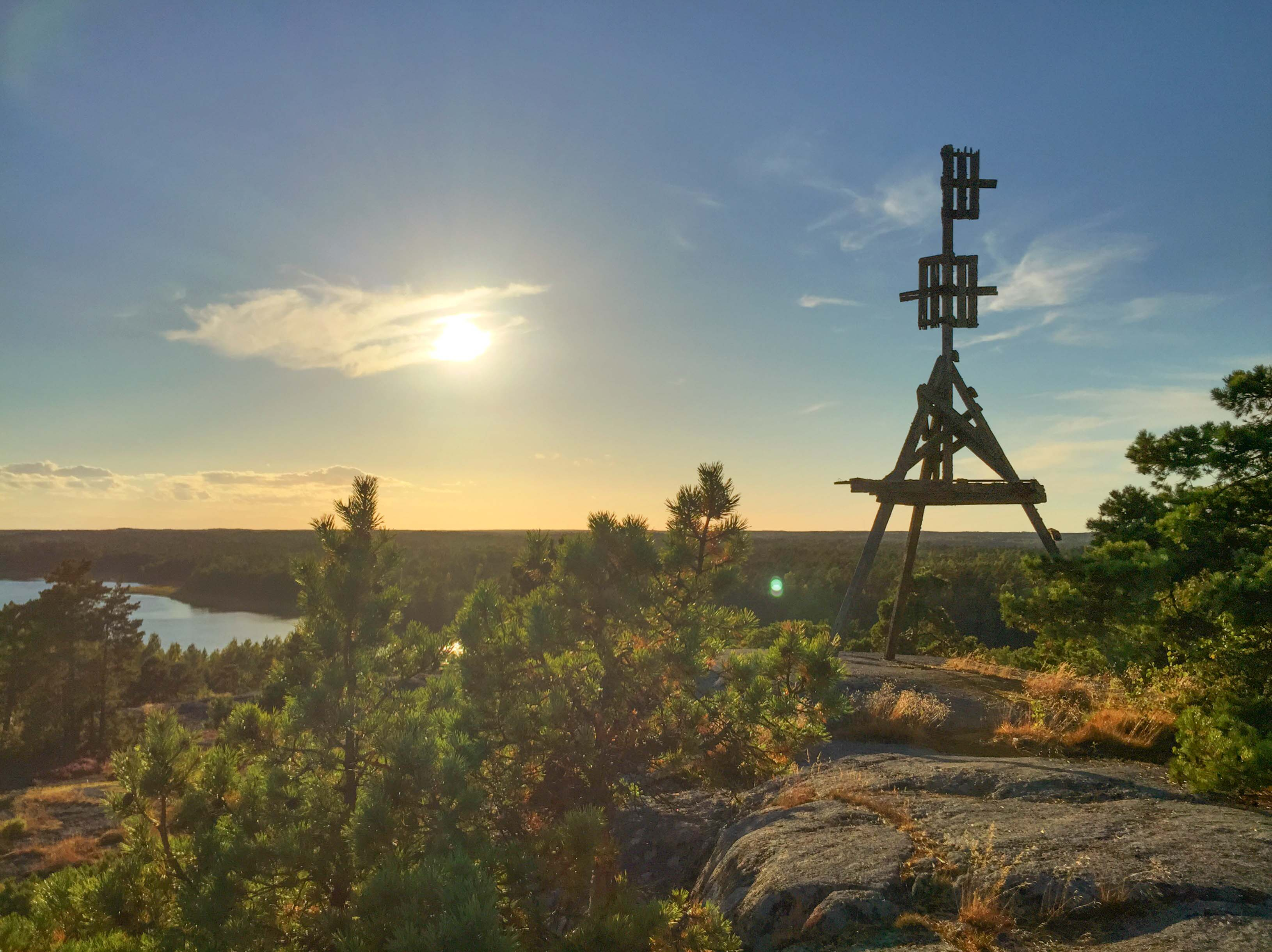
La tour de triangulation sur la Smörasken.
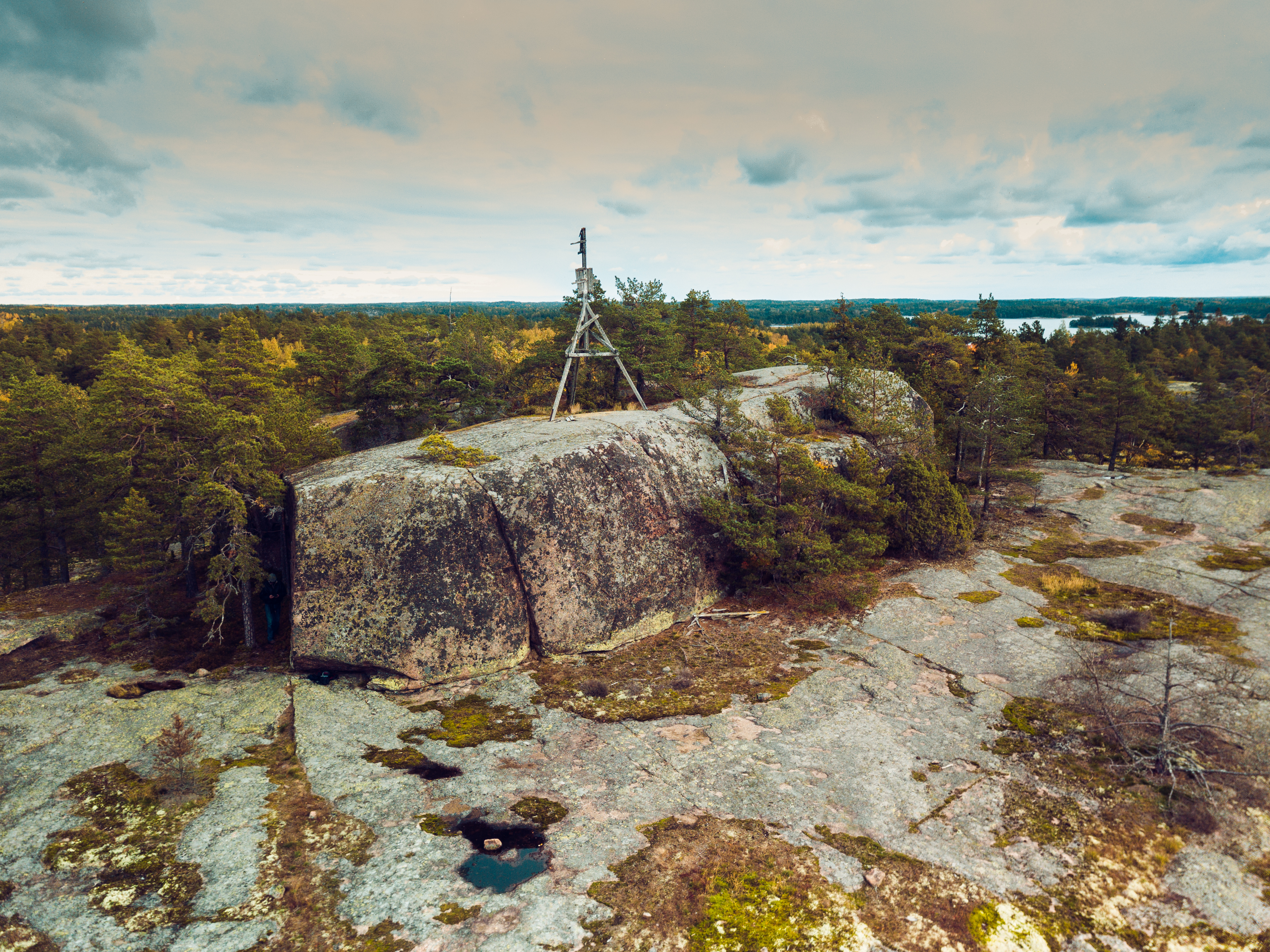
Vue de la Smörasken.